# Le Mesnil-Rouxelin
Le Mesnil-Rouxelin ist eine französische Gemeinde im Département Manche mit 470 Einwohnern (Stand: 1. Januar 2022) in der Region Normandie. Administrativ ist sie dem Saint-Lô zugeteilt. Die Einwohner werden Mesnil-Rouxelinais genannt.

## Geografie
Le Mesnil-Rouxelin liegt etwa drei Kilometer nördlich des Stadtzentrums von Saint-Lô. Umgeben wird Le Mesnil-Rouxelin von den Nachbargemeinden La Meauffe im Norden und Nordwesten, Villiers-Fossard im Norden und Nordosten, La Luzerne im Osten, Saint-Lô im Süden sowie Saint-Georges-Montcocq im Westen.

## Bevölkerungsentwicklung
| Jahr                       | 1962 | 1968 | 1975 | 1982 | 1990 | 1999 | 2006 | 2018 | 2021 |
| -------------------------- | ---- | ---- | ---- | ---- | ---- | ---- | ---- | ---- | ---- |
| Einwohner                  | 271  | 278  | 242  | 310  | 387  | 440  | 480  | 504  | 480  |
| Quellen: Cassini und INSEE |      |      |      |      |      |      |      |      |      |

## Sehenswürdigkeiten
- Kirche Notre-Dame aus dem 11. Jahrhundert, Umbauten aus dem 15. Jahrhundert

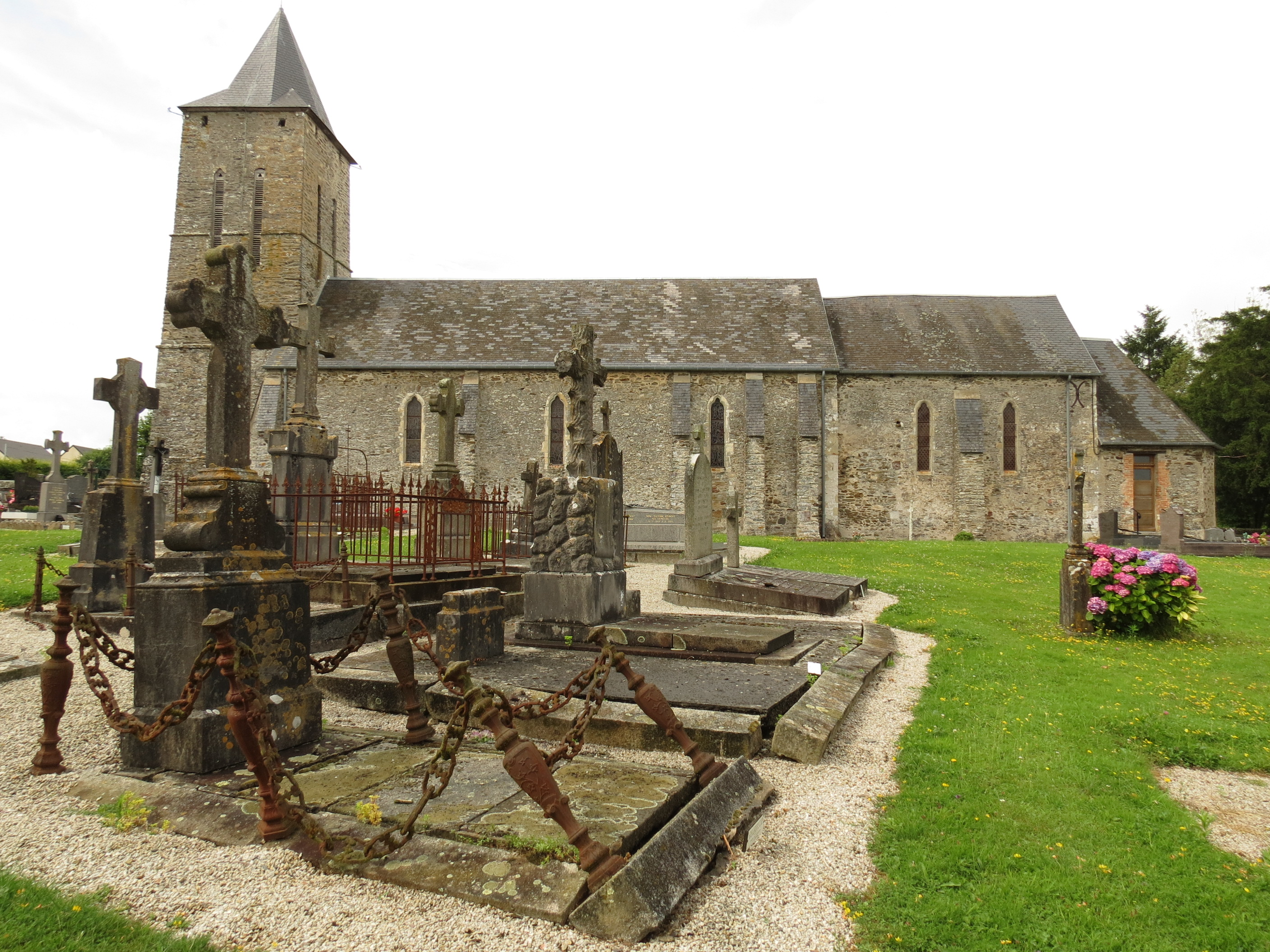
Kirche Notre-Dame